# Antonin Carlès
Jean-Paul Antonin Charles Carlès, conocido como Antonin Carlès, fue un escultor francés, nacido el 23 de julio de 1851  en Gimont y fallecido el 18 de febrero de 1919 en París. 

## Datos biográficos
Carlès comenzó su formación artística en Marsella y posterior y sucesivamente en la Escuela nacional superior de bellas artes de Toulouse y de París. Alumno de François Jouffroy (1806-1882) y de Ernest-Eugène Hiolle (1834-1886), obtuvo el gran premio de la Exposición universal de 1889. 
Al fallecer, sus exequias tuvieron lugar en la iglesia de Notre-Dame-de-Lorette y la inhumación en el cementerio de Léguevin.
Muchos modelos de sus esculturas  (La Jeunesse o Retour de chasse) se conservan en el Museo de los Jacobinos de Auch (fr).
Carlès perteneció a la Sociedad de artistas franceses. Fue nombrado caballero de la Legión de Honor en 1900 y posteriormente comandante en 1913.